# Буриличев, Алексей Витальевич
Алексе́й Вита́льевич Бури́личев (13 августа 1958, Ленинград, РСФСР, СССР — 25 ноября 2020, Москва) — советский и российский военачальник, подводник. Начальник Главного управления глубоководных исследований Министерства обороны Российской Федерации (2005—2020). Герой Российской Федерации (23.07.1996). Вице-адмирал (15.12.2006).

## Биография
Родился 13 августа 1958 года в городе Ленинграде (ныне Санкт-Петербург) в семье кадрового военного. Русский. Как и многие семьи военных, Буриличевы часто переезжали, поэтому Алексей учился в школах в Красноводске (ныне Туркменбашы), Баку, Ногинске, а окончил школу № 15 (ранее № 29) в посёлке Заря Московской области Балашихинского района.
В Военно-морском флоте с июля 1975 года. В 1980 году с отличием окончил Высшее военно-морское училище имени М. В. Фрунзе. После окончания училища проходил службу на атомных подводных лодках в 6-й дивизии подводных лодок Северного флота.
С августа 1980 по октябрь 1985 года — старший инженер по средствам кораблевождения (штурман) второго экипажа подводной лодки К-123, на которой в 1982 году дважды выходил на боевую службу. С августа 1982 по октябрь 1985 года — помощник командира подводной лодки К-373. В 1983—1984 годах подводная лодка несла службу, участвовала в различных флотских учениях — «Север», «Океан-84», «Разбег» и других, в ходе которых выполняла задачи по обеспечению действий стратегических сил и испытанию новой техники.
В 1986 году окончил Высшие специальные офицерские классы ВМФ. В дальнейшем проходил службу старшим помощником командира подводной лодки К-463 (июль 1986 — сентябрь 1987).
В 1987 году в звании капитана 3-го ранга назначен старшим помощником на строящуюся лодку проекта 971, прошёл обучение в учебном центре и стажировку на подводной лодке К-317. В 1990 году подводная лодка прошла заводские и государственные испытания; 10 октября ей присвоено наименование «Пантера» в честь подводной лодки типа «Барс», открывшей боевой счёт советских подводников. Инициатором присвоения имени был именно Алексей Буриличев.
В марте 1991 года К-317 «Пантера» зачислена в состав Северного флота, в июне участвовала в поисковой противолодочной операции флота в северо-восточной Атлантике и Норвежском море. Все поставленные задачи выполнила успешно. По результатам похода А. В. Буриличев награждён орденом Красной Звезды. 2 января 1992 года К-317 «Пантера» объявлена «отличной» и лучшей на Северном флоте по противолодочной подготовке.
С июля 1992 по июль 1996 года командовал атомной подводной лодкой К-461 «Волк», которая в этот период совершила три боевые службы, провела одну поисковую операцию, участвовала в различных учениях флота. В 1995 и 1996 годах экипаж подводной лодки К-461 «Волк» под его командованием на подводной лодке К-154 «Тигр» завоёвывал призы Главнокомандующего ВМФ России и занимал 1-е место в ВМФ по противолодочной подготовке.
Летом 1996 года командиру атомной подводной лодки К-461 «Волк» Северного флота капитану 1-го ранга А. В. Буриличеву была поставлена задача выйти в удалённые районы Атлантики на боевое патрулирование. В зоне господства противолодочных сил США подводная лодка обнаружила новейшую американскую подводную лодку с баллистическими ракетами (ПЛАРБ) и длительное время скрытно следила за ПЛАРБ на маршруте перехода в боевое патрулирование.
Указом Президента Российской Федерации от 23 июля 1996 года «за мужество и героизм, проявленные при выполнении специального задания в условиях, сопряжённых с риском для жизни», капитану 1-го ранга Алексею Витальевичу Буриличеву присвоено звание Герой Российской Федерации.
В июле 1996 года капитан 1-го ранга Буриличев назначен начальником штаба — заместителем командира дивизии, в сентябре 1998 года — командиром 24-й дивизии подводных лодок Северного флота.

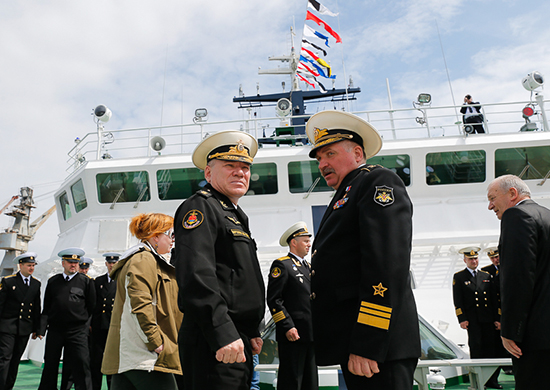
Вице-адмирал Кравчук и вице-адмирал Буриличев на церемонии поднятия Андреевского флага судна «Янтарь», 23 мая 2015 года

В июне 1999 года Буриличев заочно с золотой медалью окончил Военно-морскую академию имени Н. Г. Кузнецова. 22 декабря 1999 года присвоено воинское звание контр-адмирал.
С июля 2000 года по июль 2002 года — слушатель Военной академии Генерального штаба Вооружённых сил Российской Федерации. По окончании академии назначен заместителем начальника штаба Северного флота. С 2002 года — член Санкт-Петербургского клуба моряков-подводников и ветеранов ВМФ.
С октября 2005 года — начальник Главного Управления глубоководных исследований Министерства обороны Российской Федерации.
15 декабря 2006 года присвоено воинское звание вице-адмирал.
Алексей Витальевич Буриличев отдал службе на военно-морском флоте 45 лет. Внёс значительный вклад в создание глубоководных аппаратов для подводных исследований и картографирования морского дна, спасения терпящих бедствие подводных лодок. Участвовал в научных исследованиях Арктики.
Умер 25 ноября 2020 года на 63-м году жизни в военном госпитале Бурденко в Москве с симптоматикой коронавирусной инфекции. 28 ноября 2020 года похоронен с воинскими почестями на Федеральном военном мемориальном кладбище.

## Награды
- Герой Российской Федерации (23 июля 1996),
- Три ордена Мужества (2008, 2011, 2016),
- Орден «За морские заслуги» (2020),
- Орден Красной Звезды (1991),
- Медали СССР,
- Медали РФ.
- Почётный гражданин Гаджиева[10]

## Память
- Заложенное в 2021 году океанографическое исследовательское судно ГУГИ носит имя «Вице-адмирал Буриличев»[11].
- На здании средней общеобразовательной школы № 15 городского округа Балашиха Московской области, в которой учился А. В. Буриличев, открыта мемориальная доска в его честь, а самой школе присвоено его имя (2023)[12].

## Семья, взгляды, личная жизнь
Был женат, имел сына и дочь.
Начальник Главного управления глубоководных исследований Министерства обороны Российской Федерации вице-адмирал А. В. Буриличев:

Я считаю, что наши достижения в глубоководной технике не должны быть сокрыты под тенью секретности, а наши аппараты должны активно использоваться, если сказать по-старому, в народном хозяйстве. Иначе это нерациональная трата ресурсов.